# Chambre des représentants de Porto Rico
Pour les autres articles nationaux ou selon les autres juridictions, voir Chambre des représentants.
19e législature de Porto Rico
Capitole de Porto Rico (en)
La Chambre des représentants de Porto Rico (en espagnol : Cámara de Representantes de Puerto Rico ; en anglais : House of Representatives of Puerto Rico) est la chambre basse de l'Assemblée législative de Porto Rico, territoire non incorporé organisé des États-Unis. Elle partage le pouvoir législatif avec le Sénat.

## Histoire
La loi Foraker de 1900 qui organise le territoire américain crée la Chambre des délégués, contrôlée par le Parti républicain puis à partir de 1905 par le Parti unioniste. En 1917, le nouveau statut de Porto Rico institue un organe législatif bicaméral, appelé « Assemblée législative », comprenant le Sénat et la Chambre qui prend le nom de Chambre des représentants.

## Fonctions
Conformément à l'article 3 de la Constitution de Porto Rico, la Chambre des représentants détient avec le Sénat le pouvoir législatif.
Elle a seule le pouvoir d'engager une procédure de destitution à l'encontre du gouverneur ou de tout autre responsable politique, et avec l'assentiment d'au moins les deux tiers de ses membres, de constituer un acte d'accusation. 
La Constitution prévoit également que tous les projets de loi générant des recettes doivent être à l'initiative de la Chambre. La nomination du secrétaire d'État requiert en outre l'avis et le consentement de la Chambre.